# Волпаго дел Монтело
Волпа̀го дел Монтѐло (на италиански: Volpago del Montello; на венециански: Volpago, Волпаго) е град и община в Северна Италия, провинция Тревизо, регион Венето. Разположен е на 94 m надморска височина. Населението на общината е 10 024 души (към 2014 г.).